# Championnat de France de hockey sur glace 1987-1988
Saison précédente Saison suivante
La saison 1987-1988 est la 67e saison du championnat de France de hockey sur glace élite qui porte le nom de Nationale 1A. 

## Nationale 1A

### Équipes engagées
| Amiens Briançon Chamonix Gap Grenoble Paris Rouen St-Gervais Tours Villard |

Les dix équipes engagées sont les suivantes :
- Écureuils d'Amiens
- Diables Rouges de Briançon
- Huskies de Chamonix
- Français Volants de Paris
- Aigles bleus de Gap
- Brûleurs de loups de Grenoble
- Aigles du Mont-Blanc
- Dragons de Rouen
- Mammouths de Tours
- Ours de Villard-de-Lans

### Formule de la saison
Les dix équipes se rencontrent dans un premier temps dans une série de matchs aller-retour. À l'issue de cette première phase, les six meilleures équipes sont qualifiées pour la poule d'accession aux play-offs tandis que les quatre autres sont regroupées en une poule jouant pour le maintien (avec conservation des points acquis lors de la première phase). Puis viennent les play-offs pour les équipes concernées. Ils se jouent au meilleur des deux matchs, la différence de buts étant prise en compte en cas d'égalité.

#### Première phase
À l'issue des matchs de la première phase, les résultats sont les suivants :
|                               | Pts | MJ | V  | N | D  | BP  | BC  | Diff |
| ----------------------------- | --- | -- | -- | - | -- | --- | --- | ---- |
| Aigles du Mont-Blanc          | 31  | 18 | 15 | 1 | 2  | 107 | 55  | +52  |
| Ours de Villard-de-Lans       | 24  | 18 | 12 | 0 | 6  | 116 | 80  | +36  |
| Diables Rouges de Briançon    | 22  | 18 | 9  | 4 | 5  | 79  | 58  | +21  |
| Dragons de Rouen              | 21  | 18 | 9  | 3 | 6  | 104 | 96  | +8   |
| Français Volants de Paris     | 19  | 18 | 9  | 1 | 8  | 109 | 81  | +28  |
| Aigles bleus de Gap           | 18  | 18 | 9  | 0 | 9  | 76  | 80  | -4   |
| Huskies de Chamonix           | 15  | 18 | 7  | 1 | 10 | 68  | 89  | -21  |
| Gothiques d'Amiens            | 15  | 18 | 7  | 1 | 10 | 81  | 104 | -23  |
| Mammouths de Tours            | 13  | 18 | 5  | 3 | 10 | 65  | 93  | -28  |
| Brûleurs de loups de Grenoble | 2   | 18 | 1  | 0 | 17 | 70  | 139 | -69  |

#### Deuxième phase

##### Poule Play-offs
|                            | Pts | MJ | V | N | D | BP | BC | Diff |
| -------------------------- | --- | -- | - | - | - | -- | -- | ---- |
| Aigles du Mont-Blanc       | 15  | 10 | 5 | 5 | 0 | 49 | 26 | +23  |
| Diables Rouges de Briançon | 13  | 10 | 5 | 2 | 3 | 58 | 38 | +20  |
| Aigles bleus de Gap        | 11  | 10 | 4 | 3 | 3 | 41 | 40 | +1   |
| Ours de Villard-de-Lans    | 9   | 10 | 4 | 1 | 5 | 44 | 51 | -7   |
| Français Volants de Paris  | 8   | 10 | 2 | 4 | 4 | 40 | 48 | -6   |
| Dragons de Rouen           | 5   | 10 | 2 | 1 | 7 | 40 | 71 | -31  |

##### Poule Maintien
|                               | Pts | MJ | V | N | D  | BP | BC | Diff |
| ----------------------------- | --- | -- | - | - | -- | -- | -- | ---- |
| Écureuils d'Amiens            | 17  | 12 | 7 | 3 | 2  | 75 | 59 | +16  |
| Brûleurs de loups de Grenoble | 15  | 12 | 7 | 1 | 4  | 75 | 65 | +10  |
| Mammouths de Tours            | 14  | 12 | 6 | 2 | 4  | 60 | 48 | +12  |
| Huskies de Chamonix           | 2   | 12 | 1 | 0 | 11 | 42 | 80 | -38  |

#### Play-offs
- En match de classement pour la cinquième place, les Français Volants battent les Dragons de Rouen 2 matchs à 0.

|  | demi-finale                | demi-finale                |                      |   | finale | finale |
|  | demi-finale                | demi-finale                |                      |   | finale | finale |
|  |                            |                            |                      |   |        |        |
|  |                            |                            |                      |   |        |        |
|  |                            |                            |                      |   |        |        |
|  | Aigles du Mont-Blanc       | 2                          |                      |   |        |        |
|  | Aigles du Mont-Blanc       | 2                          |                      |   |        |        |
|  | Ours de Villard-de-Lans    | 0                          |                      |   |        |        |
|  | Ours de Villard-de-Lans    | 0                          | Aigles du Mont-Blanc | 2 |        |        |
|  |                            |                            | Aigles du Mont-Blanc | 2 |        |        |
|  |                            | Diables Rouges de Briançon | 0                    |   |        |        |
|  | Diables Rouges de Briançon | Diables Rouges de Briançon | 0                    | 2 |        |        |
|  | Diables Rouges de Briançon |                            |                      | 2 |        |        |
|  | Aigles bleus de Gap        | 0                          |                      |   |        |        |
|  | Aigles bleus de Gap        | 0                          | 3e place             |   |        |        |
|  |                            |                            |                      |   |        |        |
|  |                            |                            |                      |   |        |        |
|  |                            |                            |                      |   |        |        |
|  | Ours de Villard-de-Lans    | 1 (8)                      |                      |   |        |        |
|  | Ours de Villard-de-Lans    | 1 (8)                      |                      |   |        |        |
|  | Aigles bleus de Gap        | 1 (10)                     |                      |   |        |        |
|  | Aigles bleus de Gap        | 1 (10)                     |                      |   |        |        |

#### Bilan de la saison
L'équipe du Mont-Blanc est sacrée championne de la nationale 1 et reçoit sa deuxième Coupe Magnus de son histoire. 
Les trophées récompensant les joueurs sont les suivants :
- Trophée Albert-Hassler : Pierre Pousse (Mont-Blanc)
- Trophée Charles-Ramsay : Marc Gervais (Villard)
- Trophée Jean-Ferrand : Petri Ylönen (Briançon)
- Trophée Jean-Pierre-Graff : Georges Roul (Briançon)
- Trophée Raymond-Dewas : Marc Gervais (Villard)
- Trophée Marcel-Claret : Aigles du Mont-Blanc

## Division 3

### Classement de la Première Phase

#### Zone Île-de-France / Nord
Zone Nord
1. Gothiques d'Amiens II
2. CPM Croix

Zone Île-de-France
1. Bisons de Neuilly-sur-Marne
2. Pingouins de Mantes
3. Conflans-Sainte-Honorine
4. etc.

Finale Île-de-France/Nord
1. Gothiques d'Amiens II
2. Bisons de Neuilly-sur-Marne
3. Pingouins de Mantes
4. Conflans-Sainte-Honorine

#### Zone Normandie
1. Dragons de Rouen II
2. Vikings de Cherbourg
3. Docks du Havre
4. Drakkars de Caen II

#### Zone Est
1. Galaxians d'Amnéville
2. Scorpions de Mulhouse
3. Lions de Belfort
4. Graoully de Metz

#### Zone Sud-Ouest
1. Dragons de Poitiers II[1]
2. Grands Ducs de Brive
3. Taureaux de Feu de Limoges
4. Pessac HCO

#### Zone Sud
1. Bélougas de Toulouse
2. Aigles des Pyrénées de Font-Romeu
3. Vipers de Montpellier
4. Boucaniers de Toulon
5. Renards de Roanne
6. Lynx de Valence

#### Zone Alpes
1. Diables rouges de Briançon
2. Les Contamines
3. Megève
4. Courchevel
5. Alpe d'Huez
6. Tarentaise II
7. Chambéry
8. Orcières-Merlette

### Classement de la Seconde Phase

#### Zone Nord
1. Gothiques d'Amiens II
2. Bisons de Neuilly-sur-Marne
3. Galaxians d'Amnéville
4. Dragons de Rouen II

#### Zone Sud
1. Diables rouges de Briançon
2. Bélougas de Toulouse
3. Vipers de Montpellier
4. Aigles des Pyrénées de Font-Romeu

### Finale
| Date       | Match                  |
| ---------- | ---------------------- |
| 09/04/1988 | Briançon 5-5 Amiens II |
| 16/04/1988 | Amiens II 6-2 Briançon |

Les Gothiques d'Amiens II sont Champions de France de Division 3 et sont promus en Division 2 tout comme les Diables rouges de Briançon et les Bisons de Neuilly-sur-Marne.